# Dol2day
dol2day – niemieckojęzyczna społeczność internetowa, platforma dyskusyjna, a jednocześnie symulacja polityczna. Istnieje od roku 2000, a jej pełna nazwa brzmi „democracy online today”. Użytkownicy (potocznie zwani dolerami) dyskutują na dowolnie wybrane tematy (głównie polityczne, ale nie tylko), organizują się w wirtualne partie i inicjatywy, biorą udział w czatach z politykami i innymi interesującymi osobami. Uczestnictwo jest bezpłatne dla wszystkich, platforma nie sprzedaje uczestnikom żadnych płatnych dodatków. dol2day jest jedną z najstarszych społeczności internetowych.

## Wstęp
dol2day jest w zamyśle symulacją demokracji. Uczestnicy mogą organizować się w wirtualnych partiach, dodatkową formą organizacji są „inicjatywy“ (Initiativen) – czyli wirtualne stowarzyszenia, nie zawsze polityczne. Co cztery miesiące odbywają się wybory „kanclerza internetowego“.

## Profile użytkowników
Jako serwis społecznościowy, dol2day umożliwia użytkownikom tworzenie profili ze zdjęciem i informacjami o własnej osobie, jak wiek, płeć, dane kontaktowe. Profil może też zawierać dowolnej długości tekst na temat własnej osoby plus polityczne credo (również dowolnej długości). Użytkownik może wypełnić profil w dowolnym stopniu i zmieniać go w każdej chwili (profile nie podlegają moderacji). Ponadto na profilu znajdują się:
- symbol (podlinkowany) wirtualnej partii, jeśli użytkownik do takowej należy,
- symbole (podlinkowane) inicjatyw do których użytkownik należy,
- posty użytkownika na ogólnodostępnych forach (okno popup),
- ankiety, które użytkownik przeprowadził (okno popup),
- znajomi użytkownika (lista zwana tutaj „Vertrauensliste” - listą zaufania, okno popup),
- księga gości (okno popup),
- blog (zwany tutaj „Tagebuch” - pamiętnikiem, okno popup),
- link do kontaktu z użytkownikiem przez wewnętrzną pocztę,
- trochę danych statystycznych, jak data rejestracji, ilość postów itp.

## Instytucje
dol2day jest dość rozbudowanym serwisem z wieloma polami aktywności, instytucjami i regulacjami. Ta kompleksowość jest często krytykowana jako możliwa bariera dla nowych użytkowników (chociaż w rzeczywistości szczegółowa znajomość wszystkich detali systemu nie jest normalnemu użytkownikowi potrzebna).

### Redakcja, forma prawna i organizacyjna
dol2day jest kontrolowane przez redakcję, której siedzibą jest Akwizgran. Do redakcji należą pomysłodawcy i programiści dol2day, a także dwoje byłych „Internetkanzler“ (kanclerzy internetowych) i dwoje innych członków społeczności. Redakcja odpowiada za techniczny rozwój i administrację platformy, zastrzega sobie jednak również prawo do wpływania na treści.
Ta konstrukcja jest uważana za problematyczną, gdyż członkowie redakcji, jako spółka prawa cywilnego, są prawnie odpowiedzialni za serwer i publikowane na nim treści, a nie podlegają wewnętrznej logice trójpodziału władzy i innym demokratycznym mechanizmom platformy. Większość członków dol2day akceptuje jednak tę sytuację jako konieczną dla istnienia platformy.

### Kanclerz internetowy / rząd internetowy
Kanclerz internetowy jest wybierany co cztery miesiące. Nie ma on konkretnie zdefiniowanych zadań w systemie dol2day. W praktyce jest reprezentantem platformy w kontaktach z prasą, mediami i innymi organizacjami - zadania te dzieli z redakcją. Kanclerz wraz ze swoim zespołem („Internetregierung“ - rząd internetowy) zajmuje się też organizacją czatów z politykami i innymi interesującymi osobami oraz przeprowadzaniem referendów („Doliszite“) w sprawach organizacyjnego i technicznego rozwoju dol2day. Jest to jednak zależne od programu i osobistego zaangażowania danego kanclerza i rządu. Techniczna realizacja wyników „Doliszitów“ bywa ograniczona technicznymi, czasowymi i prawnymi możliwościami redakcji.

### Partie
W początkowym okresie istniały na dol2day tylko partie będące wirtualnymi odpowiednikami partii w niemieckim Bundestagu. Jednak już po kilku miesiącach zaczęły powstawać inne, odpowiadające frakcjom czy skrzydłom realnych partii niemieckich i austriackich, a także partie niemające żadnych pierwowzorów ani odpowiedników w realu. W chwili obecnej istnieje na dol2day 18 partii.
Żeby założyć partię na dol2day, trzeba spełnić pewne formalne warunki:
- minimalna liczba członków,
- dodatkowo, minimalna liczba popierających („Unterstützer“), tzn. osób które deklarują poparcie dla partii, ale niekoniecznie chcą do niej wstąpić,
- program, definiujący polityczną tożsamość i cele partii. Program ten nie może być skierowany przeciw konstytucji RFN, a w szczególności nie może mieć na celu obalenia demokracji. Podlega to ocenie przez specjalnie powołane gremium. Pomimo tego istnieje na dol2day zarówno partia komunistyczna jak i partia narodowa.
- regulamin („Satzung“) partii, definiujący zasady przyjmowania nowych członków, organizację partii itp.

Partia musi utrzymywać pewną minimalną liczebność (ale mniejszą od liczebności koniecznej do założenia partii), w przeciwnym razie może stracić status partii (i staje się inicjatywą). Zasadniczo każdy doler może wstąpić do każdej partii - przy czym partia sama decyduje, czy go przyjąć, na podstawie zasad własnego regulaminu („Satzung“).

### Inicjatywy
Inicjatywy (Initiativen) to wirtualne stowarzyszenia na dol2day, o dowolnej tematyce, porównywalne z „grupami“ na innych platformach jak  albo studentIX. Technicznie biorąc, są to prywatne fora ze stroną startową, przy czym założyciel i administratorzy inicjatywy mogą tworzyć jej ramach dodatkowe subfora. Inicjatywę może założyć każdy, jedynym ograniczeniem są ramy prawne (zakaz zakładania stowarzyszeń mających na celu obalenie demokracji). Ze względów praktycznych wskazane jest przed założeniem inicjatywy sprawdzić, czy inicjatywa o tej samej tematyce już istnieje. W celu założenia inicjatywy należy skontaktować się z jednym z moderatorów.

### Wewnętrzna jurysdykcja
Już na początku istnienia dol2day pojawił się problem zachowań destrukcyjnych, wypowiedzi obrażających inne osoby lub niezgodnych z prawem. W celu kontroli takich zachowań zostało powołane tzw. „Gremium“. Gremium rozważało każdy zameldowany przypadek i polecało redakcji jak z nim postąpić: możliwe było uwolnienie od zarzutów, ostrzeżenie albo czasowe lub stałe wykluczenie winnego z gry. Gremium było najpierw wyłaniane spośród kandydatów wystawianych przez wszystkie partie w trybie powszechnych wyborów, później mianowane przez redakcję. Pod koniec istnienia Gremium redakcja coraz częściej ignorowała jego wyroki.
Praca Gremium była częstym przedmiotem dyskusji, użytkownicy z prawej strony politycznego spektrum zarzucali mu poglądy skrajnie lewicowe, podczas kiedy użytkownicy lewicowi insynuowali że jest zdominowane przez prawicę. Większość wypowiedzanych przez Gremium sankcji była skierowana przeciw osobom o skrajnie prawicowych poglądach. Miało to związek z sytuacją prawną w RFN: negowanie przestępstw hitlerowskich jest karalne, podczas kiedy negowanie przestępstw stalinowskich karalne nie jest. Umieszczanie wypowiedzi karalnych w internecie może w RFN pociągnąć za sobą sankcje przeciw właścicielowi serwera i zagraża istnieniu platformy.
W roku 2008 Gremium zostało zastąpione „Sądem Rozjemczym“ („Schiedsgericht“): Generator przypadku wybiera dla każdej sprawy 30 ławników spośród całej społeczności. Ławnicy decydują wyłącznie o tej jednej sprawie. Po wpłynięciu skargi oskarżony ma możliwość ustosunkowania się do niej, ławnicy widzą tylko skargę i odpowiedź oskarżonego i na podstawie tych dwóch wypowiedzi decydują - nie ma już długich procesów z prokuratorem i adwokatami, jak za czasów Gremium.

### Moderatorzy
Od stycznia 2005 redakcja mianuje dziesięciu moderatorów. Moderatorzy, zwykle osoby znane osobiście redakcji, wspomagają ją w pracach administracyjnych, mają też m.in. możliwość ukrycia wypowiedzi łamiących prawo, netykietę lub stanowiących spam. Poza mianowanymi przez redakcję osobami uprawnienia moderatora posiadają również rządzący kanclerz i wicekanclerz internetowy.

### Tutorzy/pomoc dla nowych uczestników
Ze względu na rosnącą kompleksowość systemu, społeczność stawia nowym użytkownikom do dyspozycji różne formy pomocy. Od roku 2003 dol2day posiada system tutorów (przewodników). Na początku każdy nowy użytkownik mógł w razie potrzeby wybrać tutora ze specjalnej listy - dzisiaj tutor jest przyznawany automatycznie zaraz po rejestracji, a nowy użytkownik zostaje członkiem inicjatywy „TUTOR“, gdzie otrzyma pomoc na pytania związane z dol2day. Użytkownik może w każdej chwili zakończyć współpracę z tutorem, zmienić tutora albo wystąpić z inicjatywy.
Ponadto w roku 2008 zostały założone dol-Info-Tour i tablica informacyjna (Pinnwand) (zob. Linki zewnętrzne)

### Urząd stanu cywilnego
Już od roku 2000 dolerzy mają możliwość zawierania wirtualnych małżeństw. Zwykle dokumentują one bliską przyjaźń lub więcej, przeważnie także w realu. Wirtualne małżeństwo zawrzeć mogą dowolne dwie osoby, urzędnikami udzielającymi ślubu są byli kanclerze i członkowie redakcji.

## Idea społecznościowa
Obok elementów technicznych, zrealizowanych przez założycieli platformy, dol2day charakteryzuje się aktywnością wspólnotową, wynikającą z zaangażowania uczestników, która wyróżnia ją wśród platform społecznościowych.

### Spotkania w realu
Już od czasów założenia dol2day uczestnicy organizują spotkania w realu. Są to spotkania lokalne, ogólnoniemieckie, czasem też ogólnoeuropejskie, spotkania członków jednej lub kilku partii albo inicjatyw, spotkania otwarte. Są one zwykle organizowane przez samych uczestników platformy. Największym spotkaniem są odbywające się co roku w maju urodziny dol2day, organizowane przez redakcję, początkowo w Akwizgranie, teraz w różnych miastach (dotychczas w Niemczech) – bywa na nich kilkaset osób.
Poprzez wirtualne i realne spotkania przedstawicieli często diametralnie różnych nurtów politycznych, zwłaszcza - w porównaniu z pozostałym politycznym krajobrazem Niemiec - ponadproporcjonalny udział osób o radykalnych poglądach z różnych kierunków politycznych, powstają możliwości dyskusji a nawet znajdowania wspólnych pozycji pomiędzy ludźmi którzy bez dol2day nigdy by ze sobą nie rozmawiali.

### dol2day-radio
Od grudnia 2008 dol2day posiada własne radio internetowe. Należy ono technicznie i prawnie do spółki dol2day, ale jest organizowane i wypełniane treścią przez członków społeczności, zrzeszonych w inicjatywie „DORA“. Radio nadaje muzykę różnych stylów, wywiady i wiadomości dotyczące dol2day (jak np. wyniki wyborów kanclerza). Program można znaleźć na stronie inicjatywy „DORA“.

### Aktywność na innych platformach
Na różnych platformach internetowych, jak np. XING, studiVZ czy Last.fm istnieją grupy dol2day, które zrzeszają obecnych tam dolerów i są otwarte dla zainteresowanych.

## Elementy gry
Jako symulacja (gra) polityczna, dol2day daje użytkownikom różne możliwości partycypacji.

### Wybory
Kandydaci na kanclerza startują zwykle z ramienia koalicji, wraz z zespołem kandydatów na internetowy rząd (przy czym tylko kanclerz jest przedmiotem wyborów). Formalnie do kandydatury wystarczy poparcie jednej partii, ale żadna z partii nie pokrywa sama takiej części politycznego spektrum żeby liczyć na wygraną wystawiając kandydata w pojedynkę. Wybory kanclerza są wyborami bezpośrednimi i powszechnymi, w systemie preferencyjnym. W początkowym okresie istnienia dol2day obowiązywał system większościowy (jednookręgowy i wieloturowy), ale system preferencyjny jest przez większość dolerów uważany za sensowniejszy. W roku 2006 podjęto eksperyment wyborów pośrednich: Wybrano „Dolament“ (parlament dol2day), który potem wybrał kanclerza. Ta koncepcja nie była jednak kontynuowana, gdyż w społeczności przeważa pogląd że wybieranie parlamentu na platformie dla kilkudziesięciu tysięcy osób to przesada; ponadto idea demokracji bezpośredniej jest na dol2day bardzo popularna.

### Ankiety i dyskusje
Ważnym, jeśli nie głównym, elementem dol2day są fora publiczne. Punktem wyjściowym dyskusji na forum publicznym jest zawsze ankieta, złożona z pytania, ew. objaśnienia („Hintergrund“) i 2-10 odpowiedzi. Ankietę może postawić każdy, ale ze względu na poziom dyskusji istnieją pewne ograniczenia:
- Ankieta musi być postawiona w odpowiednim dziale tematycznym,
- Odpowiedzi muszą być zrównoważone,
- Sformułowania nie mogą być obraźliwe ani łamać prawa,
- Ankieta nie może być kopią istniejącej, postawionej w ostatnich dniach ankiety,
- Ankieta musi być sensowną ankietą (tzn. ankiety w stylu „assfw ezuwqgzud test” nie są dozwolone),
- Każdy może postawić najwyżej jedną ankietę dziennie.

Ankiety podlegają moderacji w ten sposób, że każdy, kto chce postawić ankietę, musi najpierw przejrzeć siedem ankiet postawionych przez innych i każdą z nich zaakceptować lub odrzucić. Ten mechanizm był często przedmiotem krytyki, ale jak dotąd nie ma sensownego pomysłu jak to lepiej zorganizować.
Każda opublikowana ankieta otwiera dyskusję, w której każdy doler może brać udział (niezarejestrowani goście mogą czytać dyskusje, ale nie widzą autorów wypowiedzi). Cechą wyróżniającą dyskusje na dol2day wobec dyskusji na innych portalach internetowych jest możliwość oceny wypowiedzi (zgadzam się / nie zgadzam się). Dopiero po ocenie wypowiedzi ujawnia się jej autor. W ten sposób oceniamy rzeczywiście wypowiedź, a nie autora (chociaż w praktyce pewne osoby łatwo rozpoznać po stylu pisania).
Dyskusje są również możliwe na forach prywatnych (w partiach i inicjatywach) – tutaj już bez ankiet i bez oceniania wypowiedzi.

### dol-pieniądz „Bimbes“
Za stawianie ankiet, branie w nich udziału, pisanie i ocenę wypowiedzi na forach publicznych, logowanie i czas online otrzymuje się tzw. „Bimbes“, rodzaj waluty dol2day. Możliwości wydawania „Bimbes“ są bardzo niewielkie, stan posiadania wpływa jedynie na ranking („Highscore“). Ponadto niektóre funkcje gry (np. branie udziału w wyborach) wymagają osiągnięcia pewnego minimalnego stanu posiadania (jest to konieczne, żeby nie dochodziło do oszustw jak rejestrowanie w grze osób trzecich tylko na czas wyborów).

### Zaufanie
Odpowiednikiem list znajomych czy przyjaciół na innych platformach jest w dol2day tzw. lista zaufania („Vertrauensliste“). Zaufanie dajemy jednostronnie, adresat może je odwzajemnić, ale nie musi. Istnieje również lista negatywna, można rozdawać nieufność („Mißtrauen“). Jedno i drugie ma wersję normalną i (droższą) premium. Otrzymane zaufanie podnosi pozycję w rankingu, otrzymana nieufność obniża ją (jest to obliczane według formuły, którą można znaleźć w okienku pomocy).
Dawanie zaufania lub nieufności jest do tej pory jedyną możliwością wydawania „Bimbes“.

### Ranking
W dol2day na bieżąco podawane są rankingi dzienne, tygodniowe i wieczne. Ich podstawą jest aktywność użytkowników na publicznych forach i inne formy aktywności dające „Bimbes“ – w przypadku rankingu wiecznego, także otrzymane zaufania i nieufności. Na początku istnienia dol2day wiele osób zawzięcie walczyło o pozycje w rankingach, ale dzisiaj mało kto przywiązuje do tego wagę.

### „Battle Of Parties“
Partie mogą wyzywać się nawzajem na „pojedynek“. Polega on na napisaniu tekstu, przekonującego czytelników do pozycji partii na określony temat. Przeciwnik pisze tekst na ten sam temat, mający przekonać do jego (przeciwnej) pozycji. Dolerzy decydują przez głosowanie, który tekst ich przekonał. Zwycięska partia zyskuje jeden punkt w rankingu partii, przegrywająca traci jeden punkt.

### Aktywność w ramach partii i inicjatyw
Poza dyskusjami na forach publicznych, dyskutuje się również w partiach i inicjatywach. Administratorzy partii i inicjatyw dysponują ponadto prawami do edycji własnej strony startowej, przeprowadzania głosowań w swojej partii czy inicjatywie, wysyłania wiadomości do wszystkich członków itp. Praw tych mogą też udzielać członkom (w praktyce np. dostęp do edycji strony startowej jest zwykle udzielany tylko jednej lub kilku osobom; jeśli chodzi o wysyłanie wiadomości do wszystkich, niektóre partie i inicjatywy dają to prawo wszystkim, inne nie).
W partiach i niektórych inicjatywach odbywają się regularnie wybory przewodniczącego, prezydium i ew. do innych urzędów (np. administratorów, webmasterów, sekretarzy ds. nowych członków, sądu partyjnego).
Aktywność w partiach i inicjatywach nie jest nagradzana „Bimbes“.

### Czat dla wszystkich
Poza dyskusjami na forach, dol2day daje też możliwość dyskusji na czacie. Istnieją dwa różne czaty: Jeden z nich włącza się automatycznie przy logowaniu, jego funkcja przypomina ICQ. Drugi wymaga osobnego logowania (nickiem i hasłem z dol2day).

### Forum rządowe
W forum rządowym (Kanzleramtsforum) dyskutuje się na temat aktualnych wiadomości politycznych, społecznych i z dol2day. Każdy może założyć wątek, w dobrym zwyczaju jest podanie źródła wiadomości w formie URL. To forum funkcją i wyglądem jest najbardziej zbliżone do innych forów internetowych. Aktywność tutaj nie jest nagradzana „Bimbes“.

## Polityka w Niemczech a dol2day
Wirtualne partie a często także inicjatywy w dol2day mają wśród swoich członków osoby aktywne w realnych partiach (głównie w Niemczech i Austrii) i organizacjach pozarządowych. Takie kontakty umożliwiają organizację publicznych czatów z politykami i innymi interesującymi osobowościami życia publicznego (która zresztą często stanowi ważny element programów rządów dol2day). W dol2day gościło m.in. wielu aktywnych ministrów, parlamentarzystów, przewodniczących partii itp., jak Christian Wulff (CDU), Markus Söder (CSU), Franz Müntefering (SPD), Reinhard Bütikofer (Bündnis 90/Die Grünen), Dirk Niebel (FDP), Gregor Gysi (Die Linke), Rolf Schlierer (Republikanie) a także komisarz europejski Günter Verheugen, biskup Gebhard Fürst i ostatni Przewodniczący Rady Państwa NRD Egon Krenz.
dol2day kooperuje z innymi niemieckojęzycznymi portalami politycznymi, jak politik-digital.de czy trupoli.com.
W latach 2005 i 2008 dol2day prezentowało się z własnym stoiskiem  na Festiwalu młodej polityki (Festival für junge Politik) w Berlinie. Przy tej okazji odbyły się m.in. rozmowy z Renate Schmidt (SPD), Hansem-Christianem Ströbele (Bündnis 90/Die Grünen), Klausem Uwe Benneterem (SPD) und Franziską Drohsel (Jusos).

## Problemy
Obok sądu rozjemczego i moderatorów, także redakcja podejmuje czasem decyzje dotyczące pojedynczych dolerów lub całych partii, omijając demokratyczne struktury dol2day.
Kilkakrotnie było to rozwiązywanie partii skrajnie prawicowych, którym zarzucano tendencje antydemokratyczne i faszystowskie. Dotyczyło to partii „Wolni, Niezależni, Narodowi“ („Freiheitlich Unabhängig National“ / „FUN“), rozwiązanej w czerwcu 2003. Krok ten był na platformie gorąco dyskutowany i wywołał protesty, w wieczór przed rozwiązaniem FUN wstąpiło do niej w ramach akcji protestacyjnej wiele osób także ze środka i lewej strony politycznego spektrum (była w ten wieczór największą istniejącą partią - protest opierał się o założenie że nie można przecież rozwiązać największej partii). Następczyni FUN, partia „Wolni, Niezależni, Niemieccy“ („Freiheitlich Unabhängig Deutsch“/„FREUNDE“) została w listopadzie 2004 także rozwiązana. W lecie 2006 wykluczono kilkoro członków „Partii Centrum“ („Deutsche Zentrumspartei“/„DZP“), wówczas największej partii na dol2day, którym redakcja zarzucała antydemokratyczne tendencje. DZP rozpadła się jakiś czas później. Partie skrajnie lewicowe, którym również zarzucano totalitarne tendencje, dotychczas nie były rozwiązywane z powodów politycznych.
Innym problemem były przez długi czas klony: Według regulaminu dol2day każda osoba fizyczna może posiadać tylko jedno konto użytkownika, każde następne to klon. Klony były używane do fałszowania rankingu i wyników wyborów, a także do szpiegowania w konkurencyjnych partiach. Obecnie mało kto przejmuje się rankingiem, a redakcja kosekwentnie znajduje i likwiduje klony - dlatego nie mają już znaczenia.

## Spór o cele, teraźniejszość i przyszłość
W pierwszych latach istnienia dol2day cieszyło się dużą popularnością, przede wszystkim wśród członków młodzieżowych organizacji politycznych. W ostatnim czasie społeczność straciła wielu członków, a jej obecność w mass mediach zmalała. Oczekiwania, że dol2day może mieć wpływ na realną politykę, dotychczas nie spełniły się. Pod naciskiem spadającej liczby członków często na pierwszy plan wysuwa się dyskusja na temat tożsamości dol2day, pytanie czym społeczność jest, czym być powinna. Dla niektórych dolerów to przede wszystkim platforma dyskusyjna, a jej zasady powinny być jak najprostsze, żeby nie odstraszać nowych użytkowników. Inni chcą możliwie realnej symulacji demokracji, zwiększenia kompetencji jej wewnętrznych instytucji i maksymalizacji ich wpływu także na techniczną stronę projektu. Jeszcze inni podkreślają charakter gry i chcą się przede wszystkim dobrze bawić. Redakcja nie zajmuje w tym sporze stanowiska, twierdząc że dol2day ma być tym czego chcą użytkownicy. 
Fakt, że redakcja dol2day prowadzi swoją działalność nieodpłatnie, w wolnym czasie, sprawia, że platforma nie może rozwijać się w takim tempie jak platformy komercyjne. Od 29. kadencji kanclerza internetowego (luty 2009) redakcja pracuje ze stałym budżetem programowania, który stawia do dyspozycji kanclerzowi. Ma to umocnić pozycję kanclerza i uczynić pracę redakcji bardziej przejrzystą dla użytkowników.

## Realizacja techniczna i finansowanie
Oprogramowanie dol2day jest wykonane w PHP z bazą danych w MySQL, pod systemem operacyjnym Linux. W użyciu są też inne narzędzia open source. Ze względu na szybkość operacji na bazie danych, ankiety i dyskusje po 6 miesiącach są archiwizowane i przestają być dostępne.
dol2day finansuje się z reklam, datków, dopłat i nagród państwowych związanych z konkretnymi projektami, a także z opłat członkowskich założonego w roku 2002 przez redakcję „Związku na rzecz Partycypacji Multimedialnej“ („Verein für multimediale Partizipation e.V.“.)

## Nagrody
W roku 2002 twórcy dol2day zostali wyróżnieni Grimme Online Award za kompetencję medialną. W roku 2004 społeczność otrzymała Prix Ars Electronica, wraz z wystawą w siedzibie ONZ w Nowym Jorku.

## Partnerstwo z innymi platformami
dol2day współpracuje z kilkoma innymi niemieckojęzycznymi społecznościami i platformami internetowymi. Są to m.in. 
trupoli.com, e-politik.de, politik-digital.de i iForia.
Ponadto redakcja wspiera akcje  „Netz gegen Rechts“, „Gesicht zeigen!“, „compact.de – Demokratie in Aktion“, „Mehr Demokratie e.V.“ und „optimismushoch1000.de“.

## Polacy nadol2day
Pomimo wielkości platformy (w najlepszych czasach kilkadziesiąt tys., obecnie kilkanaście tys. osób) nie wykształciły się na niej struktury stricte polonijne. Użytkownicy zainteresowani Polską spotykają się w inicjatywie „Polska”. Publiczne dyskusje po polsku są możliwe (ale rzadko praktykowane) jedynie w kategorii „Dyskusje obcojęzyczne”.